# Kendall megye (Illinois)
Kendall megye az Amerikai Egyesült Államokban, azon belül Illinois államban található. Megyeszékhelye Yorkville, legnagyobb városa Oswego. Lakosainak száma 131 869 fő (2020. április 1.). Kendall megye DeKalb, Kane, DuPage, Will, Grundy és LaSalle megyékkel határos.

## Népesség
A megye népességének változása:
| Lakosok száma | 115 206 | 116 678 | 118 108 | 119 348 | 123 355 | 131 869 |
|               | 2010    | 2011    | 2012    | 2013    | 2015    | 2020    |